# Molossus molossus
Molossus molossus là một loài động vật có vú trong họ Dơi thò đuôi, bộ Dơi. Loài này được Pallas mô tả năm 1766.

## Hình ảnh

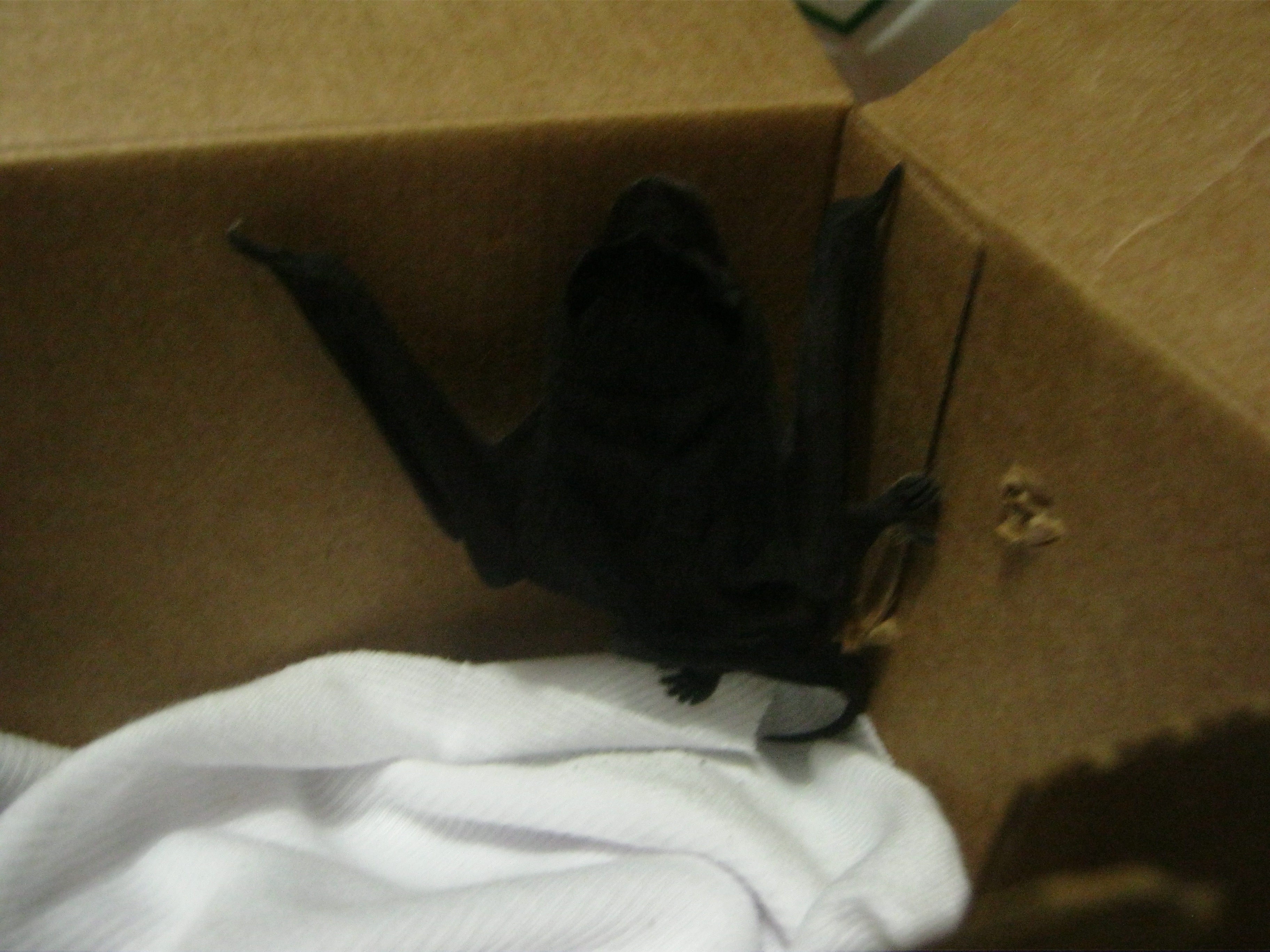
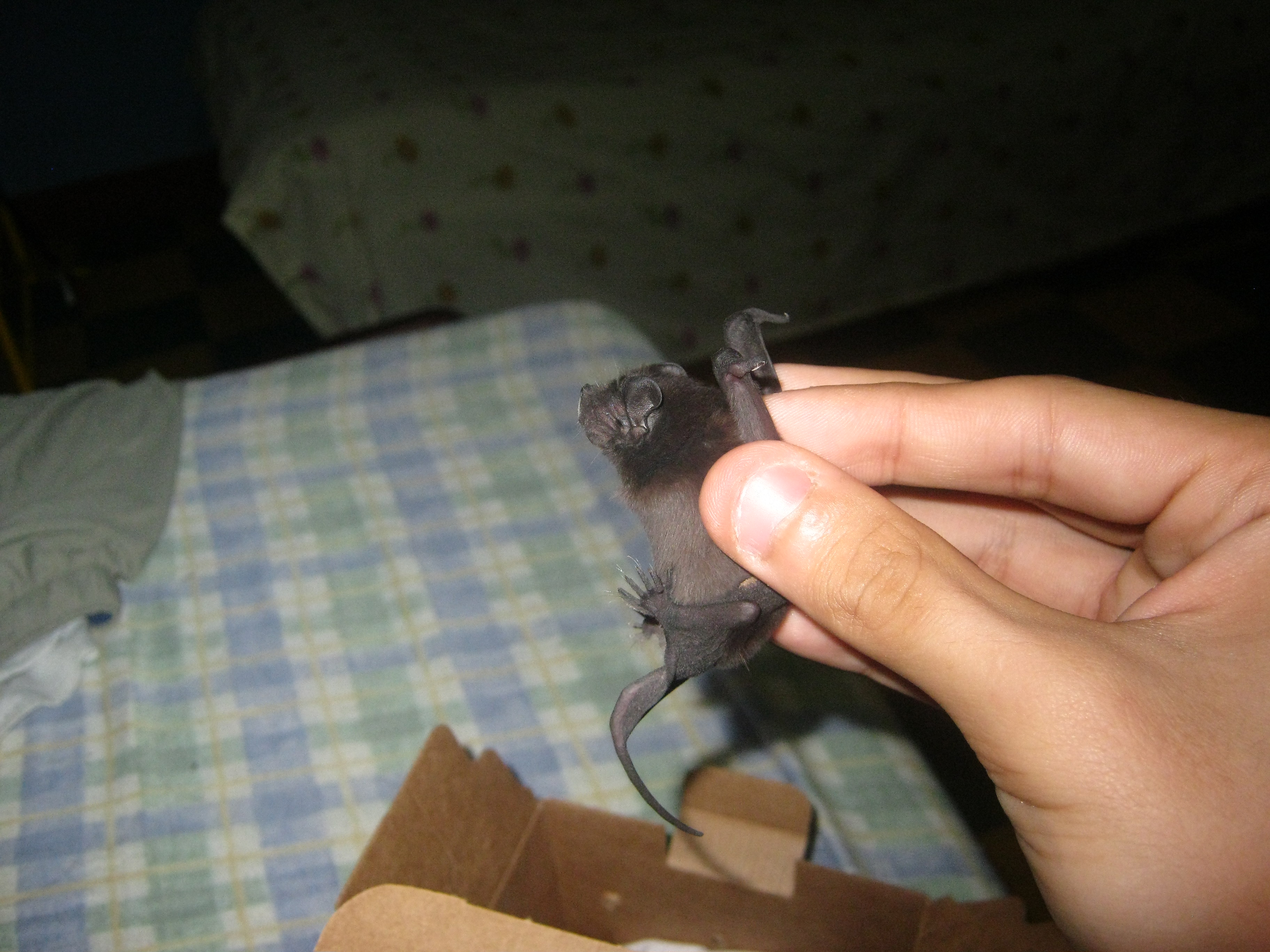
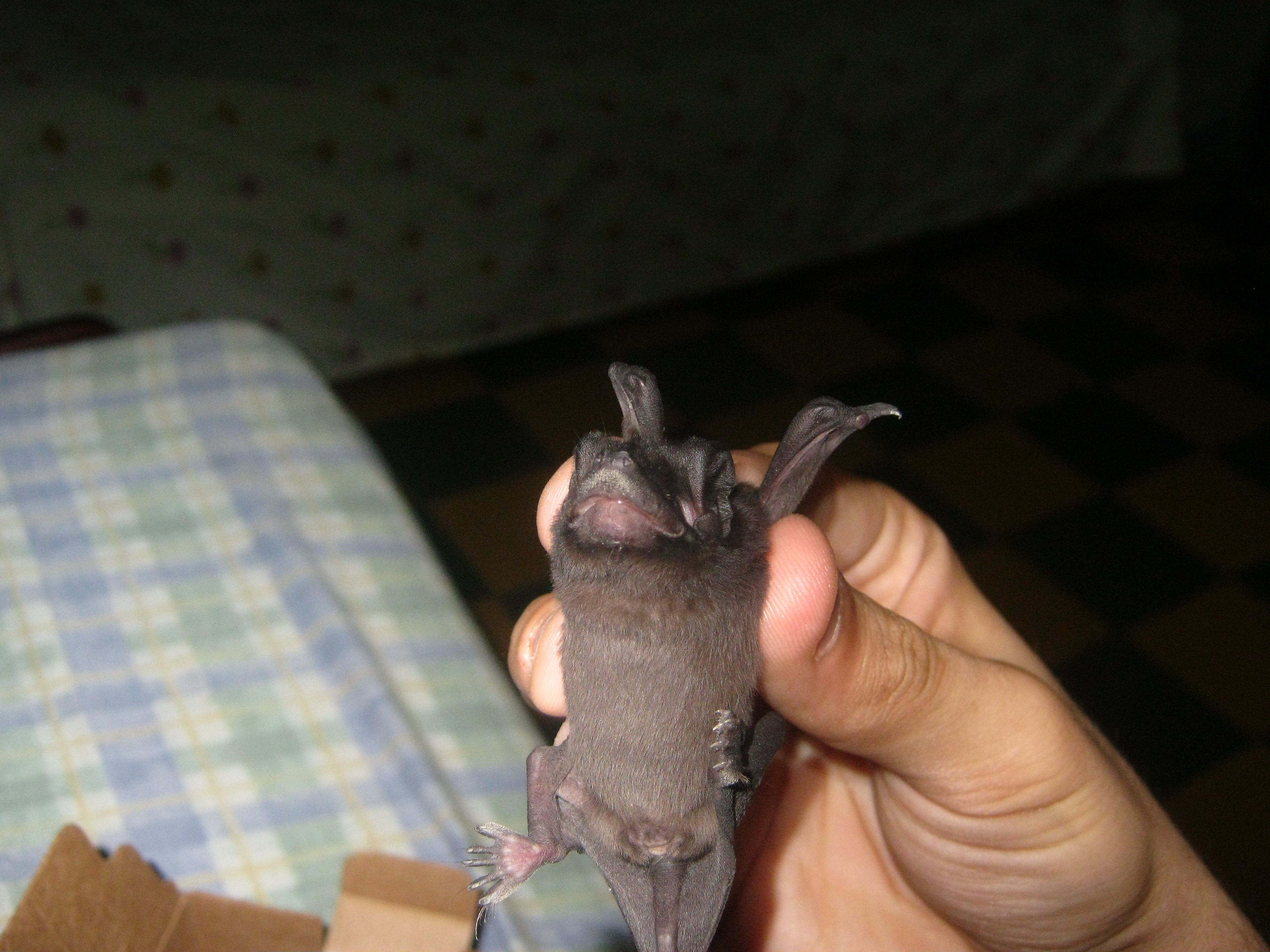